# Dravce
Dravce és un poble i municipi d'Eslovàquia. Es troba a la regió de Prešov, al nord del país.

## Història
La primera referència escrita de la vila data del 1263.

## Demografia
| Godina             | 1994 | 2004   | 2014   | 2024   |
| ------------------ | ---- | ------ | ------ | ------ |
| Nombre de persones | 734  | 777    | 809    | 844    |
| Diferència         |      | +5,85% | +4,11% | +4,32% |

| Godina             | 2023 | 2024   |
| ------------------ | ---- | ------ |
| Nombre de persones | 841  | 844    |
| Diferència         |      | +0,35% |